# Месса по Россини

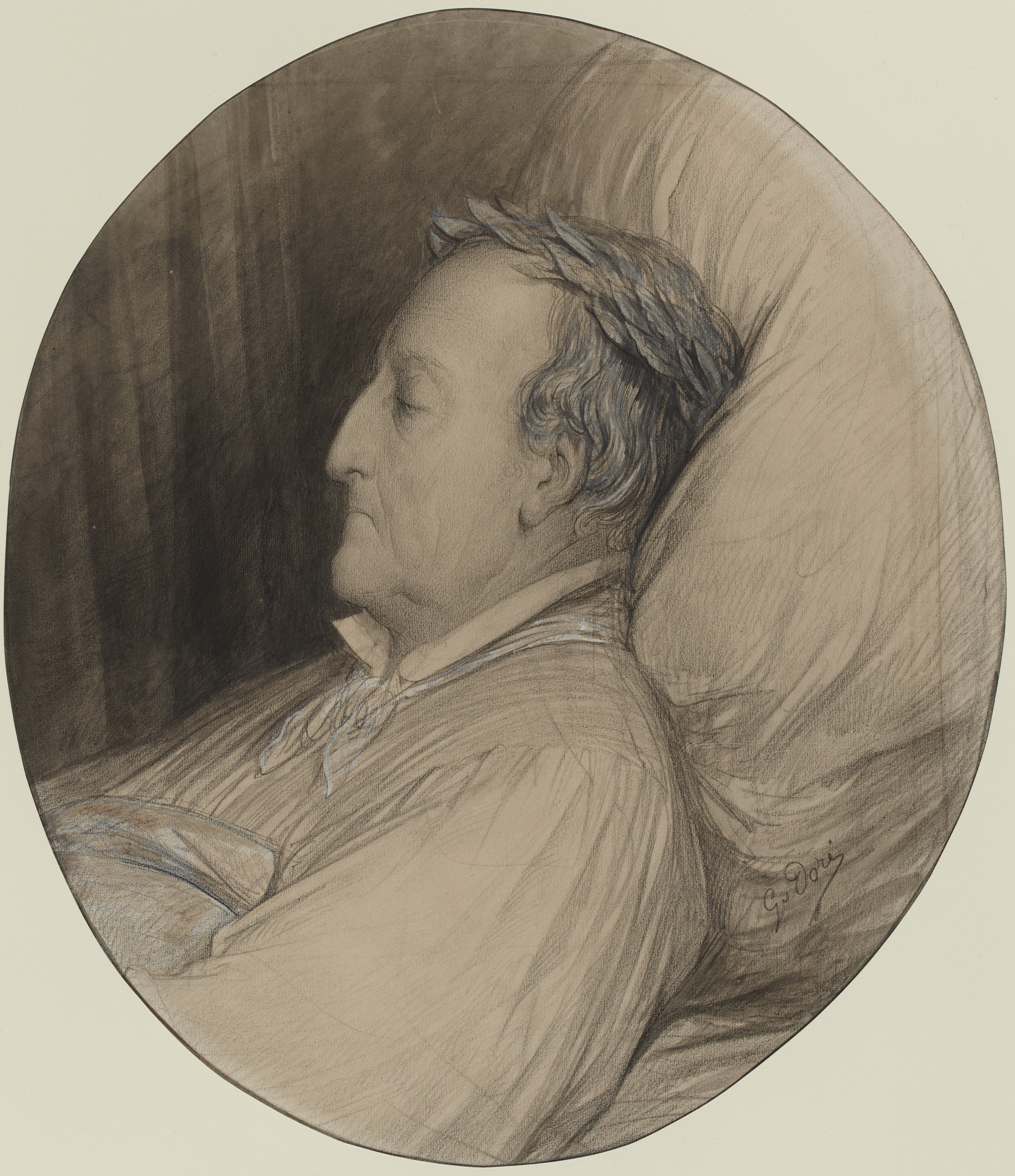
Россини на смертном одре. Рисунок Гюстава Доре, 1868

Месса по Россини — реквием, сочинённый совместно тринадцатью итальянскими композиторами на смерть Джоакино Россини. Написана для пяти солистов (сопрано, контральто, тенор, баритон, бас), смешанного хора, органа и большого оркестра.

## История создания
Идея совместного сочинения поминальной музыки в память Россини принадлежала Джузеппе Верди. 17 ноября 1868 года, спустя четыре дня после смерти Россини, Верди обратился с этим предложением к Тито Рикорди, владельцу музыкального издательства Casa Ricordi. Месса, созданная совместно итальянскими композиторами, должна была быть исполнена в годовщину смерти Россини 13 ноября 1869 года в Базилике Святого Петрония в Болонье; после этого ноты мессы должны были быть переданы на хранение в Болонский музыкальный лицей без права публикации или исполнения иначе как для возможного поминовения Россини в последующие годы.

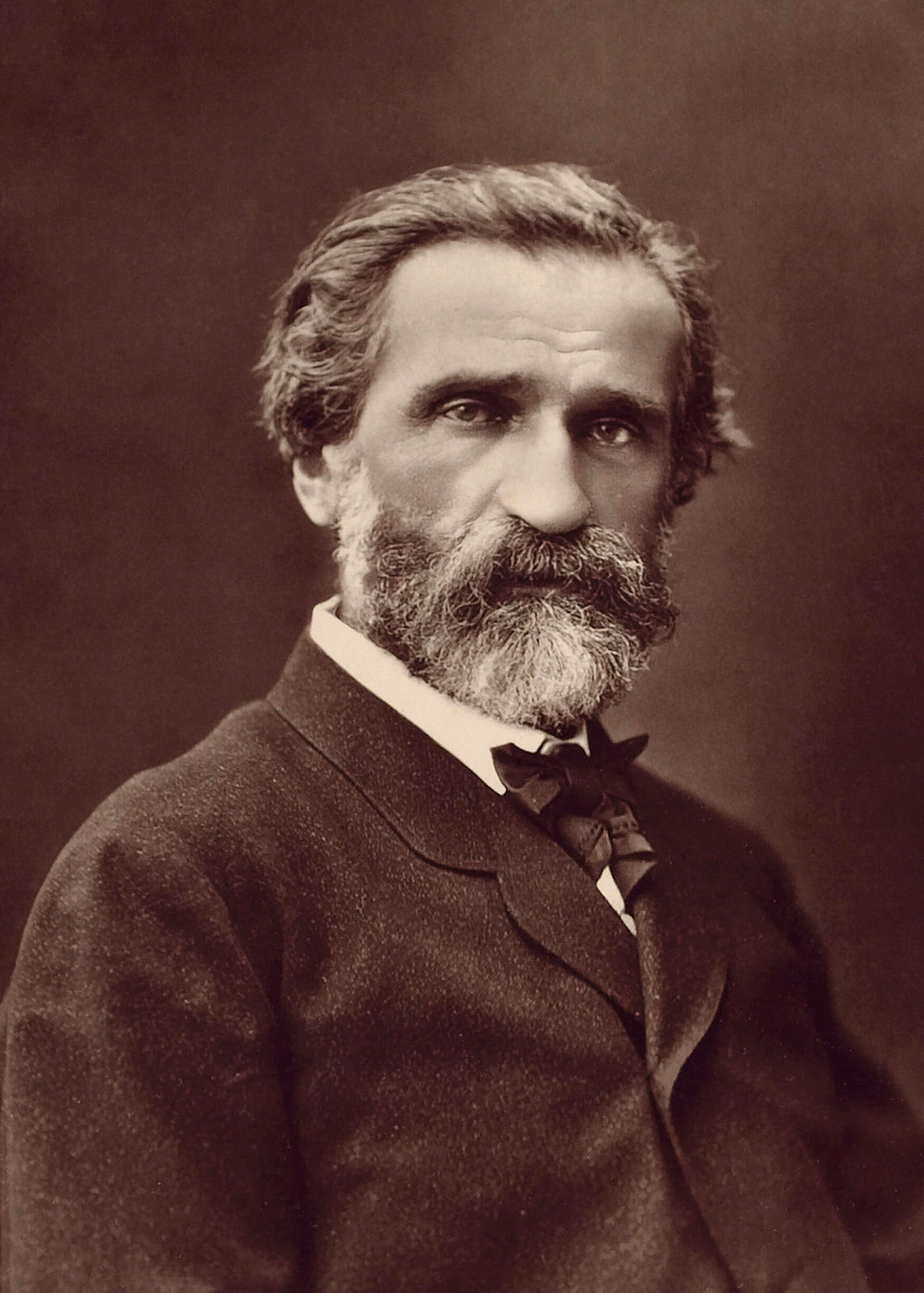
Джузеппе Верди, около 1870 года

Письмо Верди было опубликовано в течение нескольких дней в ряде итальянских газет и встретило, в целом, поддержку, хотя одна из газет и ответила невежливым фельетоном, заявив, что довольно странно чтить память выдающегося композитора каким-то попурри, явно не претендующим на высокие художественные качества, и лучше бы Верди написал мемориальную мессу сам. Предложение получило одобрение и поддержку городской администрации Болоньи и Болонской филармонической академии. Для выбора авторов, распределения частей между ними и росписи солирующих голосов по частям был создан комитет в составе Лауро Росси, Альберто Мадзукато и Стефано Ронкетти-Монтевити (все трое из Миланской консерватории). Кроме того, миланским специалистам пришлось назначить каждому композитору-участнику тональность и темп, ограничить длительность каждой части (до семи минут) и возможный состав инструментов (с расширенной по сравнению со стандартным составом итальянского оркестра группой духовых). Комитет работал медленно и лишь к началу июня 1869 года выбрал двенадцать композиторов помимо самого Верди, принадлежавших к разным поколениям — от 86-летнего Карло Кочча до 40-летних Антонио Каньони и Пьетро Платаниа; одним из критериев выбора был успешный опыт работы в оперном жанре, исключение было сделано для выдающегося инструменталиста Антонио Бадзини. Композиторы, напротив, работали быстро, и в начале сентября все тринадцать частей мессы были готовы. Дирижировать мессой должен был Анджело Мариани.

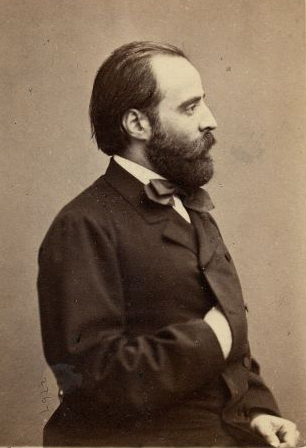
Анджело Мариани, середина 1860-х гг.

Мариани на протяжении всего года занимался преимущественно подготовкой многодневного фестиваля памяти Россини в Пезаро, однако думал и о готовящемся концерте в Болонье, ещё в августе обсуждая с Верди кандидатуры солистов (в частности, Антониетты Фриччи) и предлагая для придания церемонии общенационального масштаба собрать для неё хор из лучших воспитанников всех консерваторий Италии. Однако оргкомитет (находившийся в Милане) ограничился тем, что запросил Муниципальный театр Болоньи о предоставлении солистов, хора и оркестра для церемонии 13 ноября. Импресарио театра Луиджи Скалаберини (1823—1876) 6 октября ответил комитету отказом, сославшись на то, что репетиции Мессы нанесут ущерб театральному сезону. Городская администрация Болоньи могла заставить Скалаберини, но не сделала этого — то ли потому, что в миланской прессе поторопились обвинить во всём болонцев, то ли потому, что руководство администрации принадлежало к поклонникам музыки Рихарда Вагнера и к Россини относилось равнодушно. Верди выступил против переноса исполнения Мессы на другое время (после окончания оперного сезона) или в другое место, а в срыве своего проекта в дальнейшем обвинял бездействие Мариани, хотя организация торжества в обязанности дирижёра не входила. Рукопись Мессы осела в архиве издательства Ricordi. Написанную им заключительную часть Верди позднее использовал, с небольшой доработкой, как финал собственного Реквиема.

## Распределение частей между композиторами
- Антонио Буццола — Requiem и Kyrie (хор)
- Антонио Бадзини — Dies Irae (хор)
- Карло Педротти — Tuba mirum (баритон и хор)
- Антонио Каньони — Quid sum miser (сопрано и контральто)
- Федерико Риччи — Recordare (сопрано, контральто, баритон и бас)
- Алессандро Нини — Ingemisco (тенор и хор)
- Раймондо Бушерон — Confutatis (бас и хор)
- Карло Кочча — Lacrimosa (хор a capella)
- Гаэтано Гаспари — Hostias (сопрано, контральто, тенор, бас и хор)
- Пьетро Платаниа — Sanctus/Benedictus (сопрано и хор)
- Лауро Росси — Agnus Dei (контральто)
- Теодуло Мабеллини — Lux aeterna (тенор, баритон, бас)
- Джузеппе Верди — Libera me (сопрано и хор)

Первоначально в списке приглашённых значился Саверио Меркаданте, но он отказался от участия по состоянию здоровья. Agnus Dei должен был сочинить Эррико Петрелла, сперва согласившийся участвовать, но позже вышедший из проекта; его заменил Лауро Росси как член оргкомитета. Высказывались (в частности, со стороны импресарио Скалаберини, отказавшего исполнению Мессы в поддержке) претензии к отсутствию в этом списке ряда заметных композиторов — Арриго Бойто, Франко Фаччо, Амилькаре Понкьелли, Костантино даль’Арджине; очевидным образом, все они не были приглашены по причине молодости (ни одному из них не исполнилось ещё и 35), а также в силу близости к художественно чуждому и Верди, и миланским специалистам из оргкомитета движению Скапильятуры.

## Возвращение Мессы

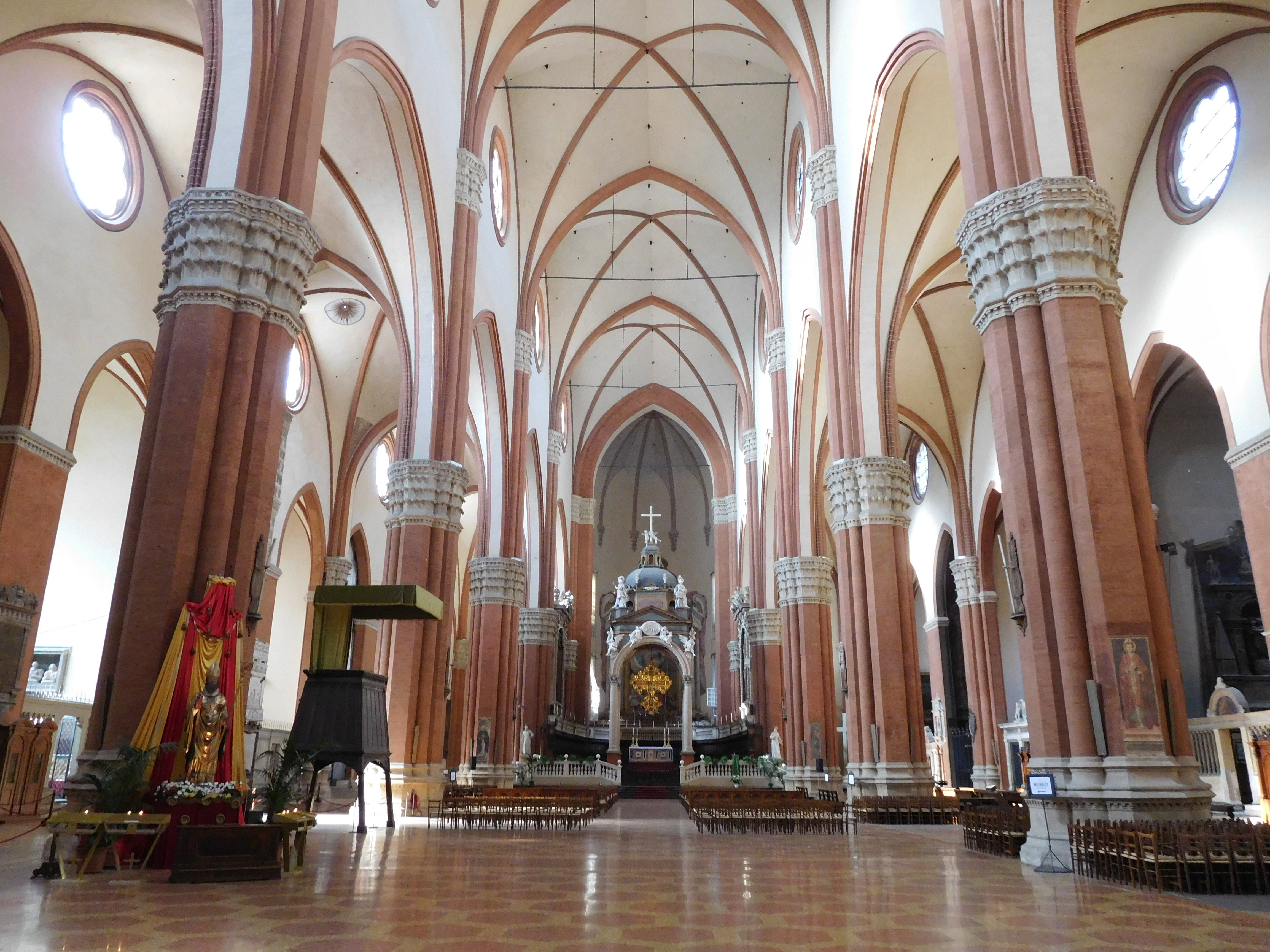
Интерьер Базилики Святого Петрония

В 1967 году ноты Мессы обнаружил в архиве издательства Ricordi американский музыковед Дэвид Розен. В 1986 году руководитель Института Верди в Парме Пьерлуиджи Петробелли рассказал о ней на лекции о «Реквиеме» Верди в рамках летней школы Международной баховской академии в Штутгарте, вызвав живой интерес её руководителя, дирижёра Гельмута Риллинга. Два года ушло на редактирование старых рукописей (по примеру Верди для этого были приглашены 13 музыковедов), и 11 сентября 1988 года под руководством Риллинга состоялась мировая премьера Мессы по Россини на Европейском музыкальном фестивале в Штутгарте; 15 сентября состоялась итальянская премьера в Парме, в том же году Риллинг записал Мессу. В 2017 году новую запись осуществил с оркестром и хором театра Ла Скала Рикардо Шайи — его трактовка отличается драматической напряжённостью, хотя и не позволяющей забыть о неровном характере музыкального материала. В том же году, 9 декабря, Месса по Россини наконец была исполнена в болонской Базилике Святого Петрония, как это задумывал Верди.
Современная критика, в целом, пишет о Мессе по Россини как о понятном объяснении того факта, что музыка большинства итальянских оперных композиторов эпохи Верди больше не исполняется: разрыв в уровне между Верди и остальными участниками проекта слишком заметен, хотя, замечает Питер Дэвис, ритмическая смелость Dies Irae Бадзини, величественный Confutatis Бушерона и особенно интересный в мелодическом и гармоническом отношении Agnus Dei Росси способны привлечь и современного слушателя.